# Pain mealie
Le pain mealie est un pain de maïs typique du sud de l’Afrique et d'Eswatini. De texture moelleuse, presque humide, il comporte des grains de maïs entiers, partiellement moulus, qui lui donnent sa texture particulière, assez friable. 

## Histoire
Le maïs a été cultivé pour la première fois à des fins alimentaires au Mexique, et il est fort possible que les Portugais aient été les premiers à apporter le maïs des Amériques en Afrique. Le pain mealie est devenu très populaire dans de nombreux pays africains, afin de préparer un certain nombre de puddings, de bouillies et de plats à base de pain. Le pain mealie était traditionnellement préparé à la vapeur plutôt qu'au four.

## Ingrédients et préparation
La confection d'un pain mealie requiert des épis de maïs frais, du sel, du lait, du beurre ou de la margarine, de la coriandre, de la levure, de la farine, des œufs, et possiblement des piments verts.
Une grande casserole d'eau bouillante doit être placée sur la cuisinière ou le feu de camp avec une canette, ou quelque chose de similaire à l'intérieur, en vue de servir de plate-forme pour le moule à pain. Celui-ci, contenant la pâte à pain, est ensuite placé dans l'eau bouillante de manière que l'eau arrive à mi-hauteur des bords du moule. La marmite est ensuite recouverte et le pain cuit à la vapeur. La cuisson à la vapeur, un procédé de cuisson doux cuisant le maïs lentement, crée une consistance fort tendre. Le pain obtenu est très moelleux, plutôt un croisement entre un pudding de maïs épais et cuit et un pain rapide très dense.